# Блатська
Бла́тська (болг. Блатска) — село в Благоєвградській області Болгарії. Входить до складу громади Хаджидимово.

## Населення
За даними перепису населення 2011 року у селі проживали 618 осіб.
Національний склад населення села:
| Національність   | Кількість осіб | Відсоток |
| ---------------- | -------------- | -------- |
| турки            | 195            | 82,6%    |
| болгари          | 38             | 16,1%    |
| цигани           | 0              | 0%       |
| Всього відповіли | 236            |          |

Розподіл населення за віком у 2011 році:
Динаміка населення: